# Hufaidh Insulae
Le Hufaidh Insulae sono una struttura geologica della superficie di Titano.